# Substrato (electrónica)
Un sustrato (también llamado una oblea) es un sólido (generalmente una sustancia plana) sobre la que se aplica una capa de otra sustancia y que a la que se adhiere esta segunda sustancia. En la electrónica de estado sólido, este término se refiere a una lámina delgada de material como el silicio, dióxido de silicio, óxido de aluminio, zafiro, germanio, arseniuro de galio (GaAs), aleación de silicio y germanio o fosfuro de indio (InP). Estos sirven como la base sobre la que se depositan los dispositivos electrónicos tales como transistores, diodos y, en especial, los circuitos integrados (CI).
Ha de tenerse en cuenta que un sustrato en el campo de la electrónica es ya se a un semiconductor o un aislante eléctrico, dependiendo del proceso de fabricación que se utilice. Para los casos en los que  se utilice como sustrato un aislante como el óxido de silicio u óxido de aluminio, lo que sucede a continuación es lo siguiente. En la parte superior del óxido, una capa delgada de material semiconductor es colocada sobre el substrato, normalmente de silicio puro. A continuación, utilizando los procesos fotográficos estándares repetidamente, se fabrican transistores y diodos en el semiconductor.
La ventaja de este (más costoso) proceso de fabricación es que la capa de óxido puede proporcionar aislamiento superior entre los transistores adyacentes. Este proceso se utiliza especialmente para la electrónica que debe soportar la radiación ionizante , como en la exploración del espacio a través de las misiones de los Cinturones de Radiación Van Allen, en sistemas navales que hubieran de soportar militar y la radiación nuclear , y en la instrumentación de los reactores nucleares.
En la fabricación de circuitos integrados, el material de sustrato se forma normalmente en o cortado un disco delgado llamado oblea (electrónica), en el que se graban, se depositan o, de otro modo, se fabrican los dispositivos electrónicos individuales (transistores, etc).

## Formación

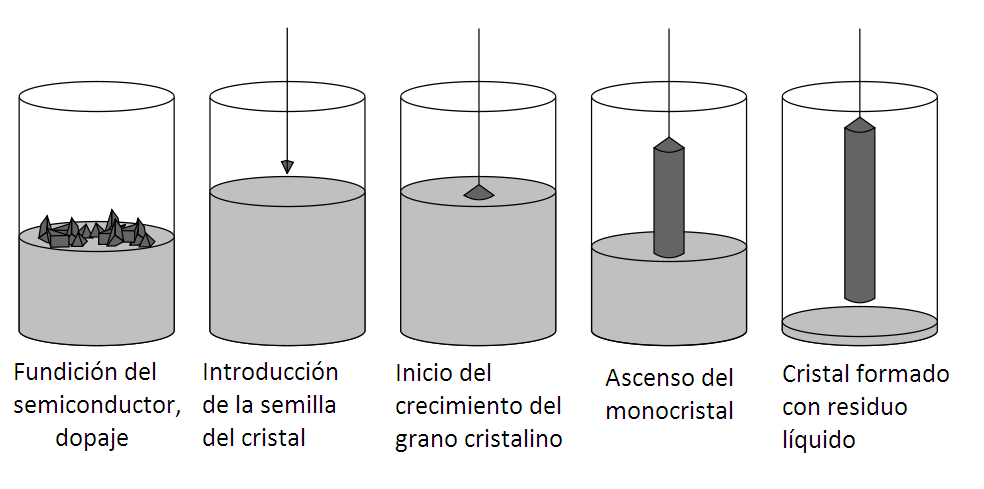

Las obleas están formadas por material monocristalino de gran pureza, casi libre de defectos, con una pureza del 99,9999999% (9N) o superior. Un proceso para formar obleas cristalinas es el conocido como método Czochralski, inventado por el químico polaco Jan Czochralski. En este proceso, se forma un lingote cilíndrico de semiconductor monocristalino de gran pureza, como el silicio o el germanio, denominado "boule", extrayendo un cristal semilla de una masa fundida. Se pueden añadir átomos de impureza donante, como boro o fósforo en el caso del silicio, al material intrínseco fundido en cantidades precisas para dopar el cristal y convertirlo así en un semiconductor extrínseco de tipo n o tipo p. A continuación, el "boule" se corta en rodajas para formar una oblea.
A continuación, la oblea se corta con una sierra para obleas (un tipo de sierra de hilo), se mecaniza para mejorar su planitud, se graba químicamente para eliminar los daños causados en el cristal por los pasos de mecanizado y, por último, se pule para formar obleas. El tamaño de las obleas para fotovoltaica es de 100-200 mm cuadrados y el grosor es de 100-500 μm. En electrónica se utilizan obleas de 100 a 450 mm de diámetro. Las obleas más grandes fabricadas tienen un diámetro de 450 mm, pero aún no son de uso general. 

### Limpieza, texturizado y grabado
Las obleas se limpian con ácidos débiles para eliminar las partículas no deseadas. Existen varios procedimientos de limpieza estándar para asegurarse de que la superficie de una oblea de silicio no contiene contaminación. Uno de los métodos más eficaces es la limpieza RCA. Cuando se utilizan para células solares, las obleas se texturizan para crear una superficie rugosa que aumente su superficie y, por tanto, su eficiencia. El PSG (fosfosilicato de vidrio) generado se elimina del borde de la oblea en el grabado.

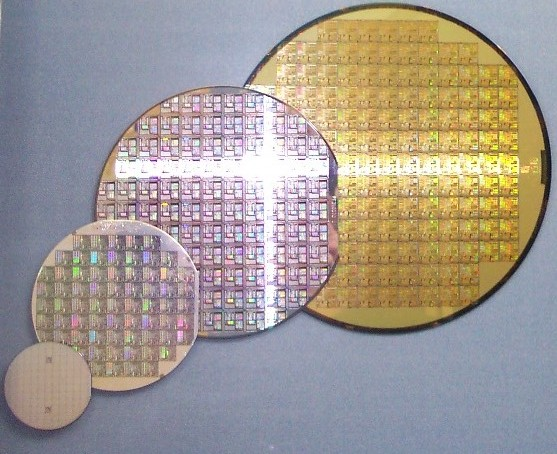
Obleas de 2 in, 4 in, 6 in, y de 8 in

## Propiedades de las obleas

### Tamaños estándar de oblea

#### Silicio
Las obleas de silicio están disponibles en una gran variedad de diámetros, desde 25,4 mm (1 pulgada) hasta 300 mm (11,8 pulgadas). Las plantas de fabricación de semiconductores, conocidas coloquialmente como fabs, se definen por el diámetro de las obleas que están preparadas para producir. El diámetro se ha ido incrementando gradualmente para mejorar el rendimiento y reducir los costes, y la fábrica más moderna utiliza actualmente 300 mm, con una propuesta para adoptar 450 mm Intel, TSMC y Samsung estaban investigando por separado la llegada de fábricas "prototipo" (de investigación) de 450 mm, aunque siguen existiendo serios obstáculos.
| Tamaño de la oblea                                           | Espesor típico | Año de introducción | Peso por oblea | 100 mm2 (10 mm) matrices por oblea |
| ------------------------------------------------------------ | -------------- | ------------------- | -------------- | ---------------------------------- |
| 1 pulgada (25,4 mm)                                          |                | 1960                |                |                                    |
| 2 pulgadas (50,8 mm)                                         | 275 μm         | 1969                |                | 9                                  |
| 3 pulgadas (76,2 mm)                                         | 375 μm         | 1972                |                | 29                                 |
| 4 pulgadas (101,6 mm)                                        | 525 μm         | 1976                | 10 grams       | 56                                 |
| 4.9 inch (125 mm)                                            | 625 μm         | 1981                |                | 95                                 |
| 150 mm (5,9 pulgadas, normalmente denominada "6 pulgadas")   | 675 μm         | 1983                |                | 144                                |
| 200 mm (7,9 pulgadas, normalmente denominada "8 pulgadas")   | 725 μm.        | 1992                | 53 grams       | 269                                |
| 300 mm (11,8 pulgadas, normalmente denominada "12 pulgadas") | 775 μm         | 1999                | 125 grams      | 640                                |
| 450 mm (17,7 pulgadas) (propuesta)                           | 925 μm         | –                   | 342 grams      | 1490                               |
| 675 milímetros (26,6 plg) (teórica)                          | desconocido    | –                   | desconocido    | 3427                               |

Las obleas fabricadas con materiales distintos del silicio tienen un grosor diferente al de una oblea de silicio del mismo diámetro. El grosor de la oblea viene determinado por la resistencia mecánica del material utilizado; la oblea debe ser lo suficientemente gruesa como para soportar su propio peso sin agrietarse durante la manipulación. Los grosores tabulados se refieren al momento en que se introdujo ese proceso, y no son necesariamente correctos en la actualidad; por ejemplo, el proceso BiCMOS7WL de IBM se realiza en obleas de 8 pulgadas, pero éstas sólo tienen 200 μm de grosor. El peso de la oblea aumenta con su grosor y diámetro.

## Semiconductores compuestos
Aunque el silicio es el material predominante en las obleas utilizadas en la industria electrónica, también se han empleado otros materiales compuestos III-V o II-VI. El arseniuro de galio (GaAs), un semiconductor III-V producido mediante el método Czochralski, el nitruro de galio (GaN) y el carburo de silicio (SiC) también son materiales habituales en las obleas, siendo el GaN y el zafiro muy utilizados en la fabricación de LEDs. Las películas finas de carbono duro elevan la durabilidad del silicio frente a las aplicaciones de alta carga de contacto.